# مارك ليبرت
مارك ليبرت (بالإنجليزية: Mark Lippert)‏ هو دبلوماسي وضابط أمريكي، ولد في 28 فبراير 1973 في سينسيناتي في الولايات المتحدة.